# Softbol nos Jogos Pan-Americanos de 2003
Os torneios de softbol nos Jogos Pan-Americanos de 2003 foram realizados  em Santo Domingo, República Dominicana. Foi a sétima edição do esporte nos jogos. O evento masculino foi descontinuado após 2003, pela decisão de retirar esportes não olímpicos do programa dos jogos.

## Medalhistas
| Evento             | Ouro               | Prata              | Bronze                   |
| ------------------ | ------------------ | ------------------ | ------------------------ |
| Masculino detalhes | CAN Canadá         | USA Estados Unidos | ARG Argentina            |
| Feminino detalhes  | USA Estados Unidos | CAN Canadá         | DOM República Dominicana |

## Quadro de medalhas
| Ordem | País                     | Medalha de ouro | Medalha de prata | Medalha de bronze |   |
| ----- | ------------------------ | --------------- | ---------------- | ----------------- | - |
| 1     | CAN Canadá               | 1               | 1                |                   | 2 |
|       | USA Estados Unidos       | 1               | 1                |                   | 2 |
| 3     | ARG Argentina            |                 |                  | 1                 | 1 |
|       | DOM República Dominicana |                 |                  | 1                 | 1 |
| TOTAL | TOTAL                    | 2               | 2                | 2                 | 6 |

## Ligação externa
- Jogos Pan-Americanos de 2003